# Elymnias hermia
Elymnias hermia är en fjärilsart som beskrevs av Hans Fruhstorfer 1907. Elymnias hermia ingår i släktet Elymnias och familjen praktfjärilar. Inga underarter finns listade i Catalogue of Life.